# ان‌جی‌سی ۱۳۴
ان‌جی‌سی ۱۳۴ (به انگلیسی: NGC 134) یک کهکشان مارپیچی با قدر ظاهری ۱۱ است که در صورت فلکی سنگتراش قرار دارد.